# Mangelia angolensis
Mangelia angolensis é uma espécie de gastrópode do gênero Mangelia, pertencente a família Mangeliidae.